# 흑두산
흑두산 (중국어 정체자: 黑頭山, Blackhead Point) 혹은 다이포마이 (중국어: 大包米, Tai Po Mai)는 홍콩 가우룽 짐사저이에 자리한 산으로, 간척이 이뤄지지 않은 곶이었다. 현지에서는 짐사저이 산 (Tsim Sha Tsui Point)이나 신호산 (중국어 정체자: 訊號山)이라고도 부른다. 지금은 해안가 부근에 작은 산만 남게 되었다.

## 이름의 유래
흑두산이라는 이름은 홍콩의 독일 사업가였던 프리드리히 요한 베르톨드 슈바르츠코프가 영국 시민으로 귀화해 이름을 블랙헤드(Blackhead)라 지었던 것에서 유래했다.

## 신호탑
1907년 흑두산 정상 지점에 신호탑 (중국어 정체자: 訊號塔)이 에드워드 시대 건축양식으로 지어졌다. 원래 3층짜리 건물이었던 신호탑은 12.8m 높이로 벽돌색 때문에 붉은 모습을 띠고 있었다. 1927년에 입항하는 선박을 좀더 뚜렷하게 보기 위해서 그 위에 한층을 더 쌓아 18.9m로 높였다. 4층의 유리창은 1층의 네모 유리창과는 달리 둥근 모양이었다. 4층을 쌓기 전 신호탑의 지붕은 평평했지만 공사 후에는 돔 모양의 연두색 지붕이 위에 자리하게 되었다. 또 신호탑 꼭대기에 5.5m짜리 장대를 세워 보시구 (報時球)를 달았다.
신호탑의 용도는 앞서 언급했던 홍콩 기상대의 보시구 장치를 두기 위한 것이었다. 보시구는 근처의 전 수경총부에서 옮겨온 것으로 1908년 1월부터 1993년 6월까지 운영했다. 1908년부터 1920년까지는 하루에 한번, 1920년부터 1933년까지는 이틀에 한번 떨어뜨렸다. 그러나 건물 자체의 노후화, 인력 부족, 그리고 항해용 크로노미터를 확인하는 방식이 라디오 전신과 전화 통신과 비교하여 뒤떨어진 기술이었다는 문제로 인해 1933년 6월 20일부터 시보를 하지 않게 되었다. 이후 70년대에 시정국에서 철거된 탑을 다시 복원해 놓았다.
신호탑은 2009년 12월 18일 1급 사적으로 지정됐다. 2015년 10월 23일에는 문화재로도 공표됐다.

## 오늘날
흑두산은 1973년 시정국 소유가 되어 공원이 조성됐는데 이것이 바로 1974년 8월 20일에 문을 연 신호산화원 (訊號山花園, Signal Hill Garden)이다. 신호탑 역시 지금도 그대로 서 있으며, 1981년에 2급 사적으로 지정됐다가 앞서 말한 대로 2009년부터는 1급 사적 건물이 되었다. 공원 내에는 작은 화장실 건물이 있는데 원래는 빅토리아 항 중심부 부근에 가장 높은 산이라는 점 때문에 홍콩의 열대 저기압 경보가 이뤄지던 곳이었다. 공원 입구는 민덴 가에 있다.
신호산화원은 중앙로 어린이공원과 인접해 있다. 하지만 두 공원이 이어져 있진 않으며 거리로 빠져나와야 한쪽으로 갈 수 있다.

## 사진

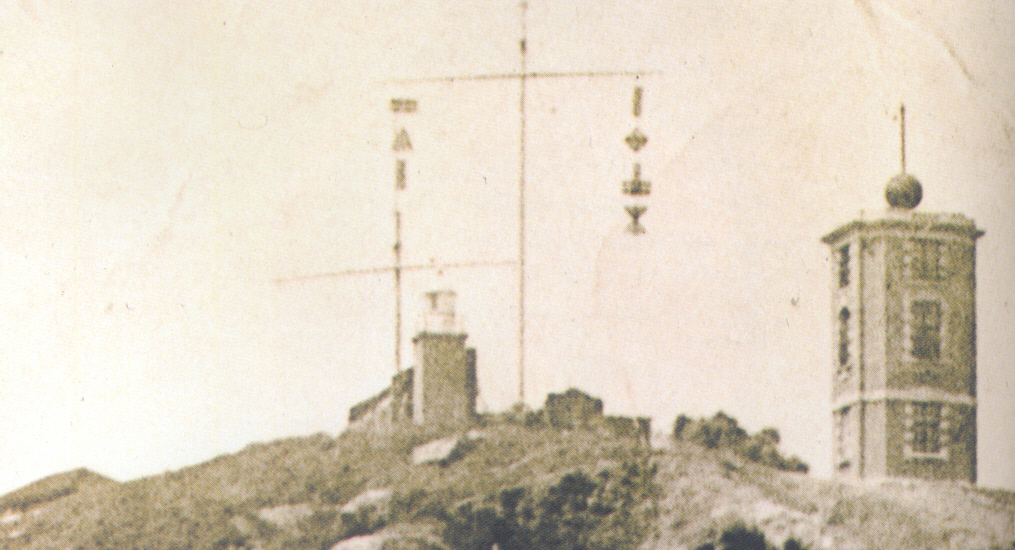
4층을 쌓기 전의 신호탑과 보시구
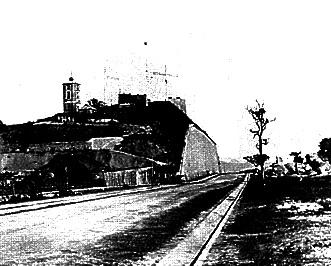
1908년의 신호탑
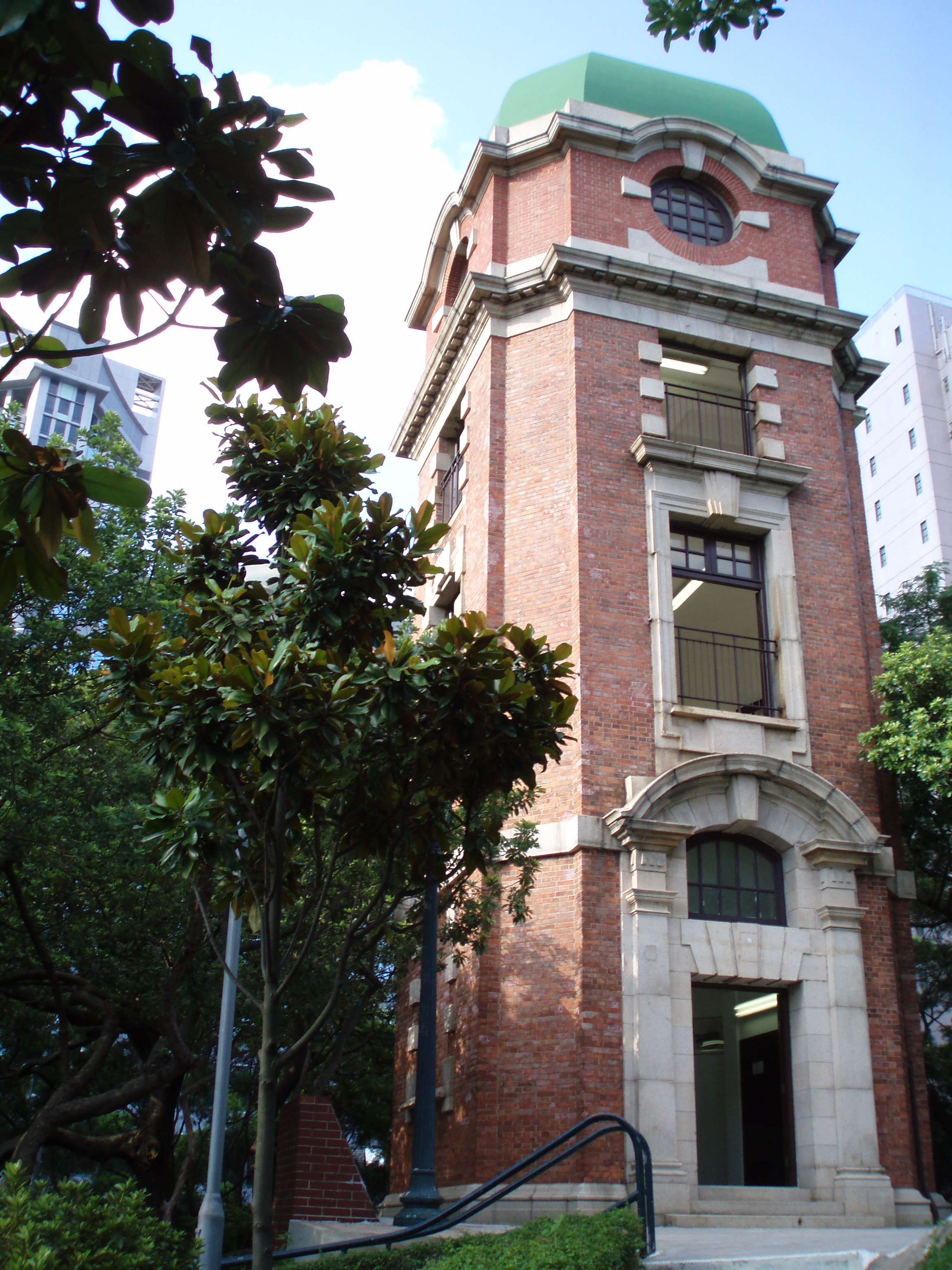
2007년의 흑두산 신호탑